# دنیس هایراپتیان
دنیس ادواردی هایراپتیان (روسی: Денис Эдуардович Айрапетян؛ زادهٔ ۱۷ ژانویهٔ ۱۹۹۷) اسکیت‌باز سرعت ارمنی‌تبار اهل روسیه است که در بازی‌های المپیک زمستانی ۲۰۲۲ به رقابت پرداخت.